# ÖFB-Cup

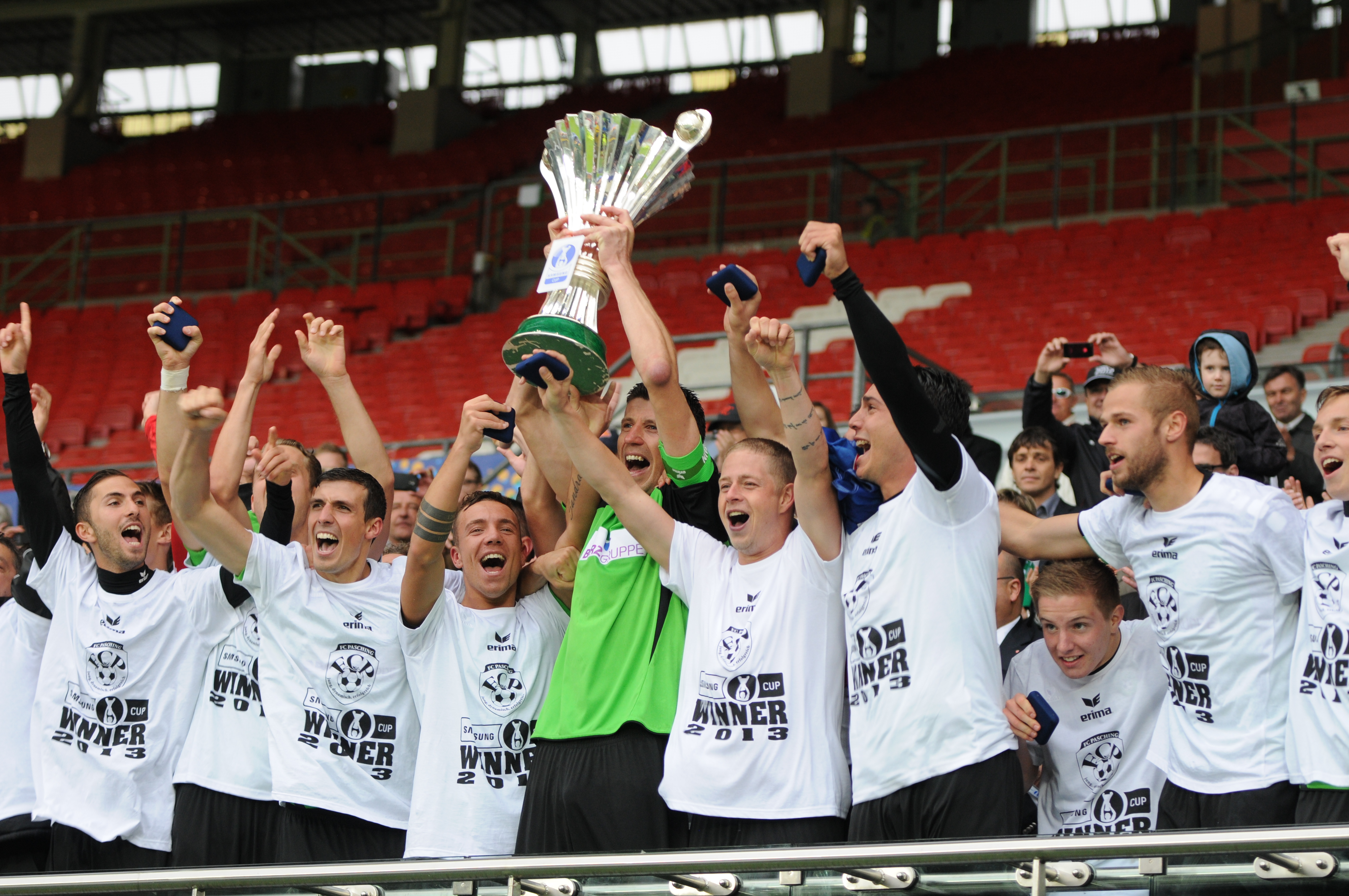
Titelträger 2012/2013 FC Pasching bei der Pokalübergabe 2013.

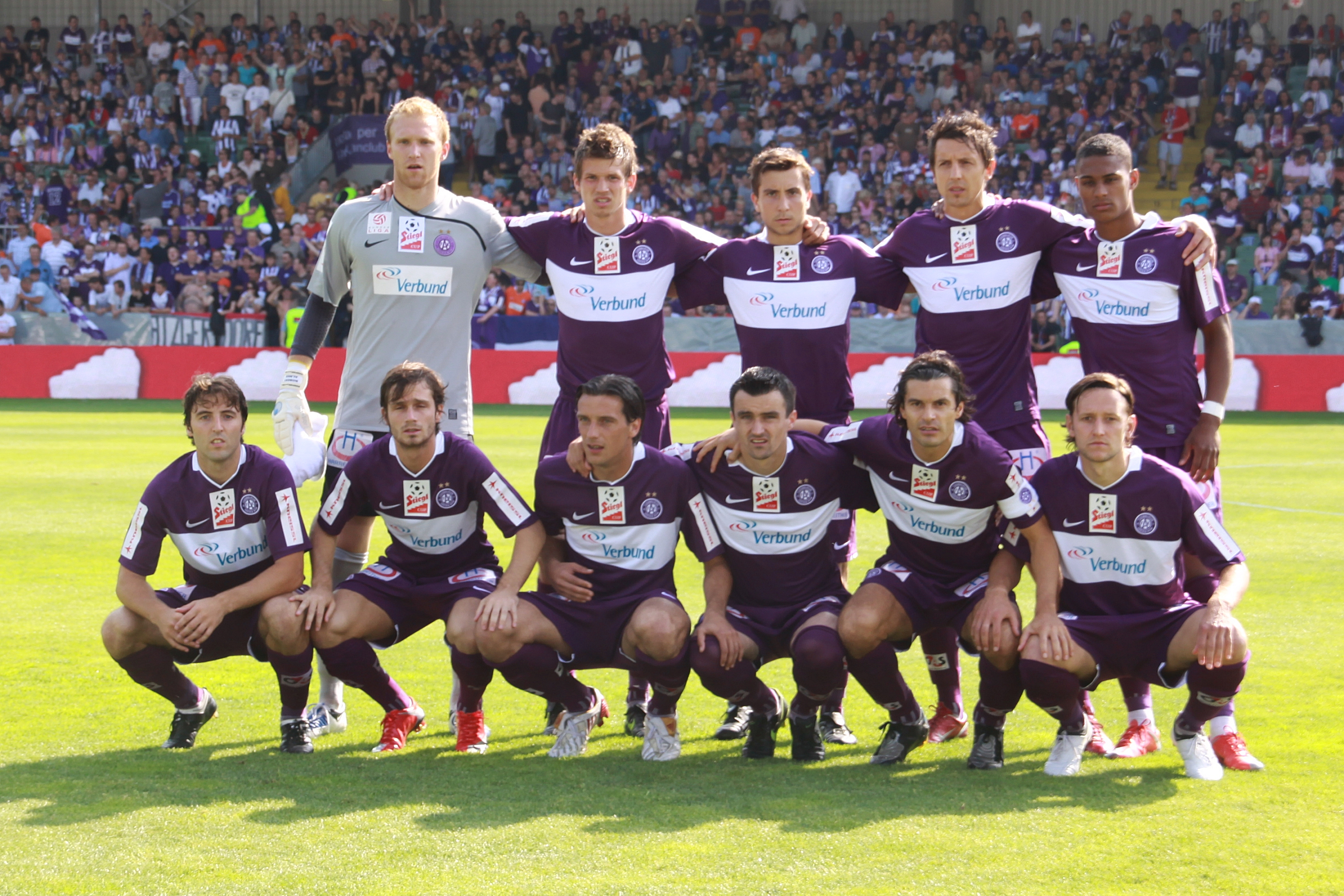
Rekordsieger im ÖFB-Cup: FK Austria Wien (Mannschaftsbild vom Finale 2009).

Der Cup des Österreichischen Fußball-Bundes, kurz ÖFB-Cup (offiziell: UNIQA ÖFB Cup) genannt, ist der nationale Fußball-Pokalwettbewerb für Männerfußball-Vereinsmannschaften in Österreich und wird wie alle üblichen Fußballpokal-Turniere in Europa im K.-o.-System ausgetragen.
Der Bewerb ging ursprünglich aus dem Niederösterreichischen Cup (1915–1918) hervor und wurde erstmals im Jahre 1919 ausgetragen. Erster Sieger wurde Rapid, bis heute erfolgreichste Mannschaft ist die Wiener Austria mit 27 Cupsiegen. Der ÖFB-Cup ist auch Vorbild des ÖFB-Ladies-Cup, der österreichische Cupbewerb der Frauenfußballvereine, bei dem 1973 zum ersten Mal ein Sieger ermittelt wurde. Seit 2017 ist Uniqa Haupt- und Namenssponsor.
Der Cup wurde in seinen Anfangsjahren noch persönlich vom österreichischen Bundespräsidenten an den Sieger überreicht. Seit den 1950er Jahren erfreut sich der Bewerb in Österreich jedoch nur mäßiger Beliebtheit und ist deutlich hinter den Gewinn der Meisterschaft zu stellen. Die vielseitigen Bemühungen, dieser Tatsache entgegenzuwirken, führten unter anderem zur Einführung des Europacups der Cupsieger 1960. Dennoch sind etwa die Zuschauerzahlen heute bei Cupspielen bedeutend geringer als in der Bundesliga.
2008 wurde der Bewerb ausnahmsweise nur mit Amateur-Teams ausgetragen, um mehr Spieltermine für die Meisterschaft frei zu haben. Der dadurch mögliche frühere Abschluss der Meisterschaft sollte der österreichischen Fußballnationalmannschaft mehr Zeit zur Vorbereitung auf die Europameisterschaft geben.

## Geschichte

### Vorgeschichte – der Challenge-Cup
| NFV & WFV: Challenge-Cup                                                                     | NFV & WFV: Challenge-Cup         | NFV & WFV: Challenge-Cup                 | NFV & WFV: Challenge-Cup |
| Saison                                                                                       | Cupsieger                        | Finalist                                 | Resultat                 |
| -------------------------------------------------------------------------------------------- | -------------------------------- | ---------------------------------------- | ------------------------ |
| 1897/98                                                                                      | Vienna Cricket and Football-Club | Deutsch-Österreichischer Turnverein Wien | 7:0                      |
| 1898/99                                                                                      | First Vienna FC 1894             | AC Victoria Wien                         | 2:1                      |
| 1899/00                                                                                      | First Vienna FC 1894             | Vienna Cricket and Football-Club         | 2:0                      |
| 1900/01                                                                                      | Wiener AC                        | SK Slavia Praha                          | 1:0                      |
| 1901/02                                                                                      | Vienna Cricket and Football-Club | Budapesti Torna Club                     | 2:1                      |
| 1902/03                                                                                      | Wiener AC                        | ČAFC Vinohrady (w/o)                     | 1                        |
| 1903/04                                                                                      | Wiener AC                        | Vienna Cricket and Football-Club         | 7:0 2                    |
| 1904/05                                                                                      | Wiener Sportvereinigung          | Magyar AC Budapest                       | 2:1                      |
| 1905/06                                                                                      | kein Bewerb                      | kein Bewerb                              | kein Bewerb              |
| 1908/09                                                                                      | Ferencvárosi TC                  | Wiener Sport-Club                        | 2:1                      |
| 1909/10                                                                                      | kein Bewerb                      | kein Bewerb                              | kein Bewerb              |
| 1910/11                                                                                      | Wiener Sport-Club                | Ferencvárosi TC                          | 3:0                      |
| 1 Gegner aus Prag reiste nicht an, Sieger WAC 2 Gegner aus Ungarn & Böhmen reisten nicht an. |                                  |                                          |                          |

Bereits 1897, drei Jahre nachdem in Wien erstmals ein Fußballspiel nach den Regeln der britischen FA ausgetragen wurde, schrieb der Vienna Cricket and Football-Club einen Cupwettbewerb für Vereine der österreichisch-ungarischen Monarchie aus. Dieser Wettbewerb – der Challenge-Cup – an dem sich alle bedeutenden Mannschaften des Kaiserreiches beteiligten, wurde bis 1911 ausgetragen. Heute wird dieser Cup oft als Vorläufer des ÖFB-Cup bezeichnet, wobei bedacht werden muss, dass unter diesem Gesichtspunkt auch der Ferencvárosi TC aus Budapest als österreichischer Cupsieger bezeichnet werden müsste. Der ÖFB-Cup hat vielmehr seine Wurzeln im Niederösterreichischen Cup, dem Pokalbewerb des NFV. Beim NFV handelte es sich um den bedeutendsten Teilverband des ÖFB, dem bereits 1911 die Austragung der österreichischen Meisterschaft übertragen wurde.
Der Niederösterreichische Cup wurde erstmals während des Ersten Weltkrieges, im Jahre 1915 ausgetragen, die Teilnahme blieb jedoch vorerst freiwillig. Die Vereine mussten sich beim Verband anmelden, erstklassige Vereine hatten überdies 30 Kronen, zweitklassige 20 Kronen, drittklassige sowie alle Provinzvereine 10 Kronen zu entrichten, niederklassige Vereine waren von einer Gebühr befreit. Als Sieger konnte sich der Floridsdorfer AC durchsetzten. Im Jahre 1918 kam es zu einer Neuauflage dieses Wettbewerbs, bei dem es zu zahlreichen Kuriositäten kam. Nachdem es beispielsweise im Spiel SC Wacker Wien gegen SC Germania Schwechat nach 120 Minuten unentschieden gestanden war, spielte man einfach so lange weiter, bis eine Entscheidung gefallen war. Das 4:3 für Wacker fiel erst in der 158. Spielminute. Das Finale selbst wurde vom NFV nicht als offiziell anerkannt, denn die Finalisten Floridsdorfer AC und Wiener Amateur-SV verschoben aufgrund starken Regens das Finalspiel eigenmächtig auf einen anderen Termin, woraufhin man beschloss, den Pokal nicht zu vergeben. Hintergrund war die Tatsache, dass der Schiedsrichter den Platz zwar für spielfähig erklärte, beide Vereine jedoch an einem sonnigen Tag auf weit mehr Besucher und die damit verbundenen Mehreinnahmen setzten.

### Die ersten Cupjahre und Zweiter Weltkrieg
| ÖFV (WFV): Wiener Cup (inoffiziell)                 | ÖFV (WFV): Wiener Cup (inoffiziell) | ÖFV (WFV): Wiener Cup (inoffiziell) | ÖFV (WFV): Wiener Cup (inoffiziell) |
| Saison                                              | Cupsieger                           | Finalist                            | Resultat                            |
| --------------------------------------------------- | ----------------------------------- | ----------------------------------- | ----------------------------------- |
| 1907                                                | First Vienna FC 1894                | Floridsdorfer AC                    | 1:0                                 |
| 1915                                                | Floridsdorfer AC                    | Admira Wien                         | 3:1                                 |
| ÖFV (NFV): Niederösterreichischer Cup (inoffiziell) |                                     |                                     |                                     |
| 1917/18                                             | Floridsdorfer AC                    | Wiener Amateur-SV                   | 4:3                                 |
| ÖFV (NFV): Niederösterreichischer Cup               |                                     |                                     |                                     |
| 1918/19                                             | SK Rapid Wien                       | Wiener Sport-Club                   | 3:0                                 |
| 1919/20                                             | SK Rapid Wien                       | Wiener Amateur-SV                   | 5:2                                 |
| 1920/21                                             | Wiener Amateur-SV                   | Wiener Sport-Club                   | 2:1                                 |
| 1921/22                                             | Wiener AF                           | Wiener Amateur-SV                   | 2:1                                 |
| 1922/23                                             | Wiener Sport-Club                   | SC Wacker Wien                      | 3:1                                 |
| ÖFB (WFV): Wiener Cup                               |                                     |                                     |                                     |
| 1923/24                                             | Wiener Amateur-SV                   | SK Slovan Wien                      | 8:6 n. V.                           |
| 1925                                                | Wiener Amateur-SV                   | First Vienna FC 1894                | 3:1                                 |
| 1925/26                                             | Wiener Amateur-SV                   | First Vienna FC 1894                | 4:3                                 |
| 1926/27                                             | SK Rapid Wien                       | FK Austria Wien                     | 3:0                                 |
| 1927/28                                             | SK Admira Wien                      | Wiener AC                           | 2:1                                 |
| 1928/29                                             | First Vienna FC 1894                | SK Rapid Wien                       | 3:2                                 |
| 1929/30                                             | First Vienna FC 1894                | FK Austria Wien                     | 1:0                                 |
| 1930/31                                             | Wiener AC                           | FK Austria Wien                     | 3:2                                 |
| 1931/32                                             | SK Admira Wien                      | Wiener AC                           | 6:1                                 |
| 1932/33                                             | FK Austria Wien                     | Brigittenauer AC                    | 1:0                                 |
| 1933/34                                             | SK Admira Wien                      | SK Rapid Wien                       | 8:0                                 |
| 1934/35                                             | FK Austria Wien                     | Wiener AC                           | 5:1                                 |
| ÖFB: Österreichischer Cup                           |                                     |                                     |                                     |
| 1935/36                                             | FK Austria Wien                     | First Vienna FC 1894                | 3:0                                 |
| 1936/37                                             | First Vienna FC 1894                | Wiener Sport-Club                   | 2:0                                 |
| 1937/38                                             | Schwarz-Rot Wien                    | Wiener Sport-Club                   | 1:0                                 |

Der österreichische Cup der Herren wird schließlich seit dem Jahre 1919 vergeben. Wiederum wurde der NFV mit der Austragung vom ÖFB betraut. Dieses Mal mussten alle Verbandsmitglieder des NFV verpflichtend am Cup teilnehmen. Erster Sieger wurde Meister Rapid mit einem 3:0 über den Sport-Club, ein Jahr später verteidigten die Grün-Weißen das Double erfolgreich.

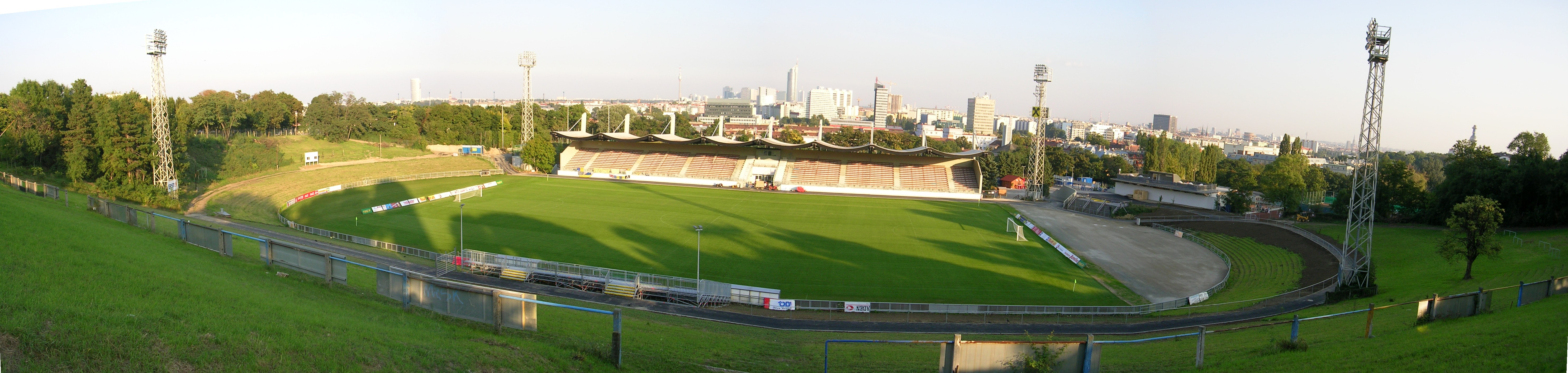
Die Cupfinals der Anfangszeit fanden auf der Hohen Warte statt.

1921 gewann der Wiener Amateur-SV, hinter dem sich der spätere Rekordsieger FK Austria Wien verbirgt, seinen ersten Cuptitel, scheiterte aber bei der Titelverteidigung im Finale am WAF. Nachdem sich der Wiener Sport-Club 1923 bereits als vierter Verein in fünf Jahren in die Siegerliste eingetragen hatte, konnte die Austria mit drei Titeln in Serie schließlich den Titel des österreichischen Rekordcupsiegers erobern. Berühmt wurde insbesondere das Duell mit Slovan 1924, welches mit 4:4 Toren in die Verlängerung ging und nach insgesamt 14 Treffern mit 8:6 zugunsten der Veilchen endete. Da der Bewerb damals noch als reiner Frühjahrs- oder Herbstpokal ausgespielt wurde, kam es zum kuriosen Umstand, dass die Austria 1924 gleich zwei Mal österreichischer Cupsieger wurde: im Juli für die Saison 1923/24, im November für die Saison 1924/25.
Nach dem Titelhattrick der Austria gab es mit der Admira und der Vienna weitere Premierengewinner. Mittlerweile, seit der Saison 1926/27, war der Cupsieger auch zur Teilnahme am neuen Mitropapokal, dem Vorläufer des Europokals, berechtigt. Dennoch blieb der Wettbewerb vor Experimenten nicht verschont: 1931 wurde er in einem Meisterschaftsmodus ausgetragen, bei dem jede Erstligamannschaft ein Spiel gegen jeden Gegner auf neutralem Platz absolvierte. Die Wahl der Winterpause der I. Liga für diesen Versuch erwies sich als nicht optimal, da witterungsbedingt zahlreiche Partien teils mehrmals verschoben werden mussten, sodass sich der Wintercup bis Ende Mai hinzog. Der WAC konnte sich letztendlich mit 16 Punkten durchsetzen.

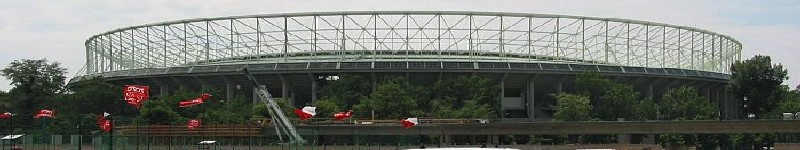
Bereits nach der Eröffnung 1931 mit dem Cupendspiel betraut, entwickelte sich das Praterstadion spätestens nach Ende des Zweiten Weltkriegs zum traditionellen Finalspielort des ÖFB-Cups

1932 entschloss man sich, den ÖFB-Cup wieder in seiner ursprünglichen Form auszutragen, in den kommenden fünf Jahren krönten sich die Austria und die Admira abwechselnd zum Sieger. Letzterer gelang auch mit einem 8:0 über Rapid 1934 der bis heute höchste Endspielsieg im ÖFB-Cup. Der Aufschwung des Fußballsports in den Bundesländern brachte es mit sich, dass im Jahre 1935 der Steirische sowie der Oberösterreichische Verband erstmals ihre Herbstmeister zum Cupsieg anmeldeten. Hatten frühere Teilnahmen von Provinzvereinen am Cup meist in einem Debakel geendet (Tulln verlor 0:22, St. Pölten 0:15) konnte sich der SK Sturm Graz bis ins Viertelfinale spielen.
| Tschammerpokal mit österreichischen Vereinen im Finale | Tschammerpokal mit österreichischen Vereinen im Finale | Tschammerpokal mit österreichischen Vereinen im Finale | Tschammerpokal mit österreichischen Vereinen im Finale |
| Saison                                                 | Sieger                                                 | Finalist                                               | Resultat                                               |
| ------------------------------------------------------ | ------------------------------------------------------ | ------------------------------------------------------ | ------------------------------------------------------ |
| 1938                                                   | SK Rapid Wien                                          | FSV Frankfurt                                          | 3:1                                                    |
| 1939                                                   | kein Finalspiel mit österreichischer Beteiligung       | kein Finalspiel mit österreichischer Beteiligung       | kein Finalspiel mit österreichischer Beteiligung       |
| 1940                                                   | kein Finalspiel mit österreichischer Beteiligung       | kein Finalspiel mit österreichischer Beteiligung       | kein Finalspiel mit österreichischer Beteiligung       |
| 1941                                                   | kein Finalspiel mit österreichischer Beteiligung       | kein Finalspiel mit österreichischer Beteiligung       | kein Finalspiel mit österreichischer Beteiligung       |
| 1942                                                   | kein Finalspiel mit österreichischer Beteiligung       | kein Finalspiel mit österreichischer Beteiligung       | kein Finalspiel mit österreichischer Beteiligung       |
| 1943                                                   | First Vienna FC 1894                                   | LSV Hamburg                                            | 3:2 n. V.                                              |
| 1944                                                   | kein Bewerb                                            | kein Bewerb                                            | kein Bewerb                                            |
| 1945                                                   | kein Bewerb                                            | kein Bewerb                                            | kein Bewerb                                            |

Nach der Annexion Österreichs durch das Deutsche Reich 1938 kam das logische Ende des Cups, der letzte österreichische Cupwettbewerb hatte mit dem Zweitligisten Schwarz-Rot Wien noch einen Überraschungssieger. Die österreichischen beziehungsweise „ostmärkischen“ Vereine spielten von nun an um den deutschen Fußball-Vereinspokal. Rapid erreichte dabei in der Saison 1938/39 das Endspiel in Berlin, bei dem sie den FSV Frankfurt mit 3:1 bezwang. Auch die Vienna kam 1943 ins deutsche Pokalfinale, schlug dabei den Luftwaffen-Sportverein Hamburg mit 3:2 in der Verlängerung und gewann damit ebenso die offiziell „Wanderpreis des Reichsportführers“ genannte Trophäe.

### Wiedereinführung nach Kriegsende und Abschaffung
| ÖFB (WFV): Österreichischer Cup | ÖFB (WFV): Österreichischer Cup | ÖFB (WFV): Österreichischer Cup | ÖFB (WFV): Österreichischer Cup |
| Saison                          | Cupsieger                       | Finalist                        | Resultat                        |
| ------------------------------- | ------------------------------- | ------------------------------- | ------------------------------- |
| 1945/46                         | SK Rapid Wien                   | First Vienna FC 1894            | 2:1                             |
| ÖFB: Österreichischer Cup       |                                 |                                 |                                 |
| 1946/47                         | SC Wacker Wien                  | FK Austria Wien                 | 4:3                             |
| ÖFB: Bundesländer-Cup           |                                 |                                 |                                 |
| 1947/48                         | FK Austria Wien                 | SK Sturm Graz                   | 2:0                             |
| 1948/49                         | FK Austria Wien                 | SK Vorwärts Steyr               | 5:2                             |
| 1949/50                         | kein Bewerb ausgeschrieben      | kein Bewerb ausgeschrieben      | kein Bewerb ausgeschrieben      |
| -                               | kein Bewerb ausgeschrieben      | kein Bewerb ausgeschrieben      | kein Bewerb ausgeschrieben      |
| 1957/58                         | kein Bewerb ausgeschrieben      | kein Bewerb ausgeschrieben      | kein Bewerb ausgeschrieben      |

Nach Kriegsende 1945 wurde der ÖFB-Cup wieder ausgeschrieben. Im Duell der beiden deutschen Cupsieger Rapid und Vienna setzte sich Ersterer vor der bis heute gültigen Rekordkulisse von 50.000 Zuschauern knapp 2:1 durch. Der Cup selbst stand jedoch bald nach seiner Einführung zur Disposition. Es kam 1946/47 zu einer Verstimmung um die vom Wiener Verband vorgenommene Auslosung im Fußballcup, nachdem es eine willkürliche Zusammenstellung der Spielpaarungen (alle Vereine außerhalb Wiens gegen die Wiener Klubs) gegeben hatte.

Man wandelte ihn zunächst in eine Art Wettstreit der Bundesländer, den so genannten Bundesländer-Cup, um. Jeder der neun Landesverbände schickte einen Vertreter für den finalen Bundesländer-Cup. Dieser neue Modus wurde von der Wiener Austria, die in beiden Fällen Wien vertrat, deutlich dominiert, im Halbfinale 1948 gab es am 27. Juni 1948 gar ein 15:0 gegen den 1. Salzburger SK 1919. So entschloss sich der ÖFB, ab der Saison 1949/50 vorerst keinen weiteren Cup auszuschreiben.
Die Viertelfinal-Begegnung 1947/48 zwischen dem Wiener Sportclub und Admira Wien benötigte drei Matches, denn sowohl am 30. November 1947 als auch 4. Januar 1948 gab es ein 2:2 n. V., so dass ein drittes Spiel notwendig war. Dieses wurde am 11. Januar (wiederum am Sportclub-Platz in Dornbach) gespielt und brachte einen 2:1-Sieg für Admira.

In der Saison 1948/49 endete das Achtelfinal-Match von Austria gegen Rapid am 23. Januar 1949 mit 1:1 n. V., so dass es am 19. Februar zu einem Wiederholungsspiel kam, welches von der Austria mit 3:2 gewonnen wurde. Dieses Match war ursprünglich für den 20. Februar anberaumt gewesen, aber nach Einspruch der Vienna, die an diesem Tag ihr Viertelfinale gegen Admira Wien (5:1) austrug, durch den ÖFB um einen Tag vorverlegt.

### Einführung mit Modusänderung und die Geschichte bis heute
| ÖFB: Österreichischer Cup | ÖFB: Österreichischer Cup | ÖFB: Österreichischer Cup | ÖFB: Österreichischer Cup |
| Saison                    | Cupsieger                 | Finalist                  | Resultat                  |
| ------------------------- | ------------------------- | ------------------------- | ------------------------- |
| 1958/59                   | Wiener AC                 | SK Rapid Wien             | 2:0                       |
| 1959/60                   | FK Austria Wien           | SK Rapid Wien             | 4:2                       |
| 1960/61                   | SK Rapid Wien             | First Vienna FC 1894      | 3:1                       |
| 1961/62                   | FK Austria Wien           | Grazer AK                 | 4:1                       |
| 1962/63                   | FK Austria Wien           | Linzer ASK                | 1:0                       |
| 1963/64                   | SK Admira Wien            | FK Austria Wien           | 1:0                       |
| 1964/65                   | Linzer ASK                | 1. Wiener Neustädter SC   | 1:0 u. 1:1                |
| 1965/66                   | SK Admira Wien            | SK Rapid Wien             | 1:0                       |
| 1966/67                   | FK Austria Wien           | Linzer ASK                | 1:2 u. 1:0, (Los)         |
| 1967/68                   | SK Rapid Wien             | Grazer AK                 | 2:0                       |
| 1968/69                   | SK Rapid Wien             | Wiener Sport-Club         | 2:1                       |
| 1969/70                   | FC Wacker Innsbruck       | Linzer ASK                | 1:0                       |
| 1970/71                   | FK Austria Wien           | SK Rapid Wien             | 2:1 n. V.                 |

Schon bald nach der Abschaffung des ÖFB-Cups kam es zu Initiativen insbesondere kleiner Vereine, selbigen wieder ins Leben zu rufen. Alfred Frey, der Präsident des SC Wacker Wien, schlug als Anreiz hierfür die Einführung eines Europacups der Cupsieger bei der UEFA vor. Dieser sollte nach Vorbild des 1955 eingeführten Europacups der Meister gestaltet werden.
Der Vorschlag stieß innerhalb der UEFA anfangs auf Skepsis. Der ÖFB-Cup wurde zwar 1958/59 wieder ausgeschrieben und erlebte mit dem WAC auch einen Überraschungssieger, der aber nicht an einem internationalen Turnier teilnehmen konnte. So nahm der ÖFB mit dem Mitropacupkomitee die Schaffung des Europacups der Cupsieger selbst in die Hand. Bereits ein Jahr später wurde der Bewerb von der UEFA übernommen. Der ÖFB-Cup war durch diese internationale Qualifikation wieder attraktiver geworden.
Blieb der Cup bis 1964 vorerst fest in der Hand der großen Wiener Vereine Austria, Rapid und Admira, kam es 1965 zu einer Sensation: Der LASK wurde der erste österreichische Meister von außerhalb Wiens und konnte sich auch im Cup als erster „Provinzklub“ erfolgreich durchsetzen. In den folgenden Jahren konnte durch die Siege von Austria und Rapid die Trophäe wieder dauerhaft nach Wien gebracht werden.
Ein Lapsus unterlief dem Schiedsrichter Heribert Schram in der ersten Hauptrunde 1967/68 am 12. August, als er bei Wacker Wien gegen Austria Klagenfurt trotz 2:2-Endstands nach regulärer Spielzeit das Match beendete, es hätte aber eine Verlängerung geben müssen. Das Wiederholungsspiel am 23. September wurde von den Wienern auf deren Anlage in Meidling mit 2:1 n. V. gewonnen.
Aufgrund der seit Sommer 1970 bestehenden Option, Cupmatches bei unentschiedenem Spielstand im Penaltyschießen zu entscheiden, wurden das Reglement angepasst: Zwar gab es vorerst noch, falls ein Match trotz Verlängerung unentschieden endete, ein Wiederholungsspiel, doch hier galt, dass bei einem nochmaligen Unentschieden ein Elfmeterschießen durchzuführen war. In der Saison 1970/71 kam es zwar zu drei Wiederholungsspielen, aber zu keinem Penaltyschießen. Ab 1971/72 gab es nötigenfalls gleich ein Penaltyschießen, was insgesamt sechsmal der Fall war. Ein Manko war allerdings dahingehend gegeben, da bei einem eventuellen Abbruch während des Elfmeterschießens (speziell wegen Elementargewalten wie Dunkelheit oder Witterung) das gesamte Match wiederholt werden musste – es gab nur eine ÖFB-Empfehlung, die Matches im Hinblick auf die Möglichkeit der vorgenannten Entscheidung um 20 Minuten früher anzusetzen, aber keine verbindliche Weisung.

#### 1970er Jahre
| ÖFB: Österreichischer Cup | ÖFB: Österreichischer Cup    | ÖFB: Österreichischer Cup    | ÖFB: Österreichischer Cup |
| Saison                    | Cupsieger                    | Finalist                     | Resultat                  |
| ------------------------- | ---------------------------- | ---------------------------- | ------------------------- |
| 1971/72                   | SK Rapid Wien                | Wiener Sport-Club            | 1:2, 3:1 n. V.            |
| 1972/73                   | SpG Wattens-Wacker Innsbruck | SK Rapid Wien                | 1:0 u. 1:2                |
| 1973/74                   | FK Austria Wien              | SV Austria Salzburg          | 2:1 u. 1:1                |
| 1974/75                   | SpG Wattens-Wacker Innsbruck | SK Sturm Graz                | 3:0 u. 0:2                |
| 1975/76                   | SK Rapid Wien                | SpG Wattens-Wacker Innsbruck | 1:2 u. 1:0                |
| 1976/77                   | SpG Austria-Wiener AC        | Wiener Sport-Club            | 1:0 u. 3:0                |
| 1977/78                   | SpG Wattens-Wacker Innsbruck | SK Vöest Linz                | 1:1 u. 2:1                |
| 1978/79                   | SpG Wattens-Wacker Innsbruck | FC Admira/Wacker             | 1:0 u. 1:1                |
| 1979/80                   | FK Austria Wien              | SV Austria Salzburg          | 0:1 u. 2:0                |

In den siebziger Jahren entwickelte sich – ähnlich wie in der Meisterschaft – ein Duell zwischen Innsbruck und Wien um den Silberpokal. Jeweils fünf Mal konnte die Trophäe durch Wacker Innsbruck an den Inn beziehungsweise zurück an die Donau durch Rapid und Austria geholt werden.

#### 1980er Jahre
| ÖFB: Österreichischer Cup | ÖFB: Österreichischer Cup | ÖFB: Österreichischer Cup    | ÖFB: Österreichischer Cup |
| Saison                    | Cupsieger                 | Finalist                     | Resultat                  |
| ------------------------- | ------------------------- | ---------------------------- | ------------------------- |
| 1980/81                   | Grazer AK                 | SV Austria Salzburg          | 0:1 u. 2:0 n. V.          |
| 1981/82                   | FK Austria Wien           | SpG Wattens-Wacker Innsbruck | 1:0 u. 3:1                |
| 1982/83                   | SK Rapid Wien             | SpG Wattens-Wacker Innsbruck | 3:0 u. 5:0                |
| 1983/84                   | SK Rapid Wien             | FK Austria Wien              | 1:3 u. 2:0                |
| 1984/85                   | SK Rapid Wien             | FK Austria Wien              | 6:5 n. E.                 |
| 1985/86                   | FK Austria Wien           | SK Rapid Wien                | 6:4 n. V.                 |
| 1986/87                   | SK Rapid Wien             | FC Tirol                     | 2:0 u. 2:2                |
| 1987/88                   | Kremser SC                | FC Tirol                     | 2:0 u. 1:3                |
| 1988/89                   | FC Tirol                  | FC Admira/Wacker             | 0:2 u. 6:2                |

Durch den wirtschaftlichen Niedergang Wacker Innsbrucks reduzierte sich das Duell in den achtziger Jahren folglich auf Rapid gegen Austria. Einzige Ausnahme bildete der Sieg des Grazer AKs 1981. Insbesondere Mitte des Jahrzehnts kam es zum berühmten Aufeinandertreffen der beiden Wiener Klubs im Endspiel. Konnte sich Rapid nach einem 3:3 am 13. Juni 1985 noch im Elfmeterschießen mit 6:5 durchsetzen, gelang der Austria nur ein Jahr später wiederum nach einem 3:3 die Revanche mit einem 6:4 am 6. Mai 1986 in der Verlängerung.
Ende der 80er-Jahre griff mit dem neu gegründeten FC Swarovski Tirol ein neuer Klub in das Titelrennen um Cup und Meisterschaft ein. Das Cupfinale 1988 sah mit dem Kremser SC den ersten Zweitligisten seit Cupwiedereinführung als Sieger, der sich überraschend gegenüber der „teuersten Mannschaft Österreichs“ durchsetzen konnte. Swarovski gelang der Sieg aber schließlich im nächsten Jahr.

#### 1990er Jahre bis heute
| ÖFB-Cup: Memphis Cup | ÖFB-Cup: Memphis Cup | ÖFB-Cup: Memphis Cup | ÖFB-Cup: Memphis Cup |
| Saison               | Cupsieger            | Finalist             | Resultat             |
| -------------------- | -------------------- | -------------------- | -------------------- |
| 1989/90              | FK Austria Wien      | SK Rapid Wien        | 3:1 n. V.            |
| 1990/91              | SV Stockerau         | SK Rapid Wien        | 2:1                  |
| 1991/92              | FK Austria Wien      | FC Admira/Wacker     | 1:0                  |
| 1992/93              | FC Wacker Innsbruck  | SK Rapid Wien        | 3:1                  |
| 1993/94              | FK Austria Wien      | FC Linz              | 4:0                  |
| 1994/95              | SK Rapid Wien        | DSV Leoben           | 1:0                  |
| 1995/96              | SK Sturm Graz        | FC Admira/Wacker     | 3:1                  |
| 1996/97              | SK Sturm Graz        | First Vienna FC 1894 | 2:1                  |
| 1997/98              | SV Ried              | SK Sturm Graz        | 3:1                  |
| 1998/99              | SK Sturm Graz        | LASK Linz            | 5:3 n. E.            |
| 1999/2000            | Grazer AK            | SV Austria Salzburg  | 6:5 n. E.            |
| 2000/01              | FC Kärnten           | FC Tirol Innsbruck   | 2:1 n. V.            |
| 2001/02              | Grazer AK            | SK Sturm Graz        | 3:2                  |
| 2002/03              | FK Austria Wien      | FC Kärnten           | 3:0                  |
| 2003/04              | Grazer AK            | FK Austria Wien      | 8:7 n. E.            |
| ÖFB-Cup: Stiegl Cup  |                      |                      |                      |
| 2004/05              | FK Austria Wien      | SK Rapid Wien        | 3:1                  |
| 2005/06              | FK Austria Wien      | SV Mattersburg       | 3:0                  |
| 2006/07              | FK Austria Wien      | SV Mattersburg       | 2:1                  |

In der Saison 1989/90 kam es zu einer Regeländerung: Der Cupbewerb in Österreich wird in einem Spiel ausgetragen. Der erste Sieger in diesem Cupspiel war der Bundesligist FK Austria Wien. Bereits 1991 kam es abermals zu einer Sensation im Cupfinale: Dieses Mal setzte sich der Zweitligist SV Stockerau gegen Rapid durch. Nach weiteren Siegen Austrias und Rapids und dem letzten Innsbrucker Titelgewinn 1993 reüssierten ab Ende der 90er Jahre insbesondere die beiden Grazer Klubs GAK und Sturm im ÖFB-Cup. Sturm trug von 1996 bis 1999 in vier aufeinander folgenden Finalteilnahmen drei Titel davon, musste sich 1998 nur Premierensieger SV Ried geschlagen geben. Der GAK konnte von 2000 bis 2004 ebenfalls drei weitere Male die Cuptrophäe an die Mur bringen. Diese Serie war vom Cupsieg des FC Kärnten 2001 unterbrochen, der sich als nunmehr vierter Zweitligist in die Siegerliste eintrug.
In den folgenden Jahren war der Cup wiederum in Hand der Wiener Austria; bei sechs Finalteilnahmen von 2003 bis 2009 siegte sie fünf Mal.
| ÖFB-Amateur-Cup | ÖFB-Amateur-Cup                                                  | ÖFB-Amateur-Cup                                                  | ÖFB-Amateur-Cup                                                  |
| Saison          | Cupsieger                                                        | Finalist                                                         | Resultat                                                         |
| --------------- | ---------------------------------------------------------------- | ---------------------------------------------------------------- | ---------------------------------------------------------------- |
| 2007/08         | Bewerb wegen der EM 2008 nur mit Amateurmannschaften ausgetragen | Bewerb wegen der EM 2008 nur mit Amateurmannschaften ausgetragen | Bewerb wegen der EM 2008 nur mit Amateurmannschaften ausgetragen |
| 2007/08         | SV Horn                                                          | SV Feldkirchen                                                   | 1:1 u. 2:1                                                       |

In der Saison 2007/08 wurde der Pokalbewerb als Amateur-Cup nur mit Amateurmannschaften ab der dritten Leistungsstufe, ab den drei Regionalligen, durchgeführt. Das Finale wurde mit einem Hinspiel, das mit einem 1:1-Unentschieden endete, und mit einem Rückspiel, das der SV Horn mit 2:1 gewann, ausgetragen.
| Saison               | Cupsieger            | Finalist                 | Resultat            |
| ÖFB-Cup: Stiegl Cup  | ÖFB-Cup: Stiegl Cup  | ÖFB-Cup: Stiegl Cup      | ÖFB-Cup: Stiegl Cup |
| -------------------- | -------------------- | ------------------------ | ------------------- |
| 2008/09              | FK Austria Wien      | Admira                   | 3:1 n. V.           |
| 2009/10              | SK Sturm Graz        | SC Wiener Neustadt       | 1:0                 |
| 2010/11              | SV Ried              | SC Austria Lustenau      | 2:0                 |
| ÖFB-Cup: Samsung Cup |                      |                          |                     |
| 2011/12              | FC Red Bull Salzburg | SV Ried                  | 3:0                 |
| 2012/13              | FC Pasching          | FK Austria Wien          | 1:0                 |
| 2013/14              | FC Red Bull Salzburg | SKN St. Pölten           | 4:2                 |
| 2014/15              | FC Red Bull Salzburg | FK Austria Wien          | 2:0                 |
| 2015/16              | FC Red Bull Salzburg | FC Admira Wacker Mödling | 5:0                 |
| 2016/17              | FC Red Bull Salzburg | SK Rapid Wien            | 2:1                 |
| ÖFB-Cup: Uniqa Cup   |                      |                          |                     |
| 2017/18              | SK Sturm Graz        | FC Red Bull Salzburg     | 1:0 n. V.           |
| 2018/19              | FC Red Bull Salzburg | SK Rapid Wien            | 2:0                 |
| 2019/20              | FC Red Bull Salzburg | SC Austria Lustenau      | 5:0                 |
| 2020/21              | FC Red Bull Salzburg | Linzer ASK               | 3:0                 |
| 2021/22              | FC Red Bull Salzburg | SV Ried                  | 3:0                 |
| 2022/23              | SK Sturm Graz        | SK Rapid Wien            | 2:0                 |
| 2023/24              | SK Sturm Graz        | SK Rapid Wien            | 2:1                 |
| 2024/25              | Wolfsberger AC       | TSV Hartberg             | 1:0                 |

2010 gewann Sturm Graz den Cup erstmals seit 1999, 2011 gelang der SV Ried ihr zweiter Cuptriumph. Im Cupfinale 2012 mussten sich die Rieder dem FC Red Bull Salzburg geschlagen geben. Für den bis dahin siebenfachen Meister war dies der erste Cupsieg. 2013 gelang dem FC Pasching die bisher größte Cup-Sensation, als er als erster Drittligist nicht nur ins Finale einzog, sondern dieses auch gegen den damaligen frischgebackenen Meister Austria Wien gewann. Seit 2014 konnten die Mozartstädter den Cup insgesamt achtmal holen, unterbrochen wurde diese Serie nur vom SK Sturm Graz in der Saison 2017/18.

### Internationale Qualifikation
| Mitropapokal von 1927 bis 1940                                | Mitropapokal von 1927 bis 1940                | Mitropapokal von 1927 bis 1940 |
| Jahr                                                          | Finalpaarung                                  | Ergebnis                       |
| ------------------------------------------------------------- | --------------------------------------------- | ------------------------------ |
| 1927                                                          | Sparta Prag – SK Rapid Wien                   | 6:2 u. 1:2                     |
| 1928                                                          | Ferencváros Budapest – SK Rapid Wien          | 7:1 u. 2:2                     |
| 1929                                                          | Újpesti FC – Slavia Prag                      | 5:1 u. 2:2                     |
| 1930                                                          | Sparta Prag – SK Rapid Wien                   | 0:2 u. 3:2                     |
| 1931                                                          | Wiener AC – First Vienna FC 1894              | 2:3 u. 1:2                     |
| 1932                                                          | AGC Bologna – First Vienna FC 1894            | 2:0 u. 0:1                     |
| 1933                                                          | AS Ambrosiana-Inter Mailand – FK Austria Wien | 2:1 u. 1:3                     |
| 1934                                                          | SK Admira Wien – AGC Bologna                  | 3:2 u. 1:5                     |
| 1935                                                          | Ferencváros Budapest – Sparta Prag            | 2:1 u. 0:3                     |
| 1936                                                          | FK Austria Wien – Sparta Prag                 | 0:0 u. 1:0                     |
| 1937                                                          | Ferencváros Budapest – Lazio Rom              | 4:2 u. 5:4                     |
| 1938                                                          | Slavia Prag – Ferencváros Budapest            | 2:2 u. 2:0                     |
| 1939                                                          | Ferencváros Budapest – Újpest Budapest        | 1:4 u. 2:2                     |
| 1940                                                          | Ferencváros Budapest – FC Rapid Bukarest      | 1                              |
| 1 Finale wegen des Zweiten Weltkriegs nicht mehr ausgetragen. |                                               |                                |

Von 1927 bis zum Teilnahmeverbot durch den Nationalsozialistischen Reichsbund für Leibesübungen qualifizierte sich der ÖFB-Cupsieger zur Teilnahme am Mitropapokal. Neben dem Cupsieger war auch der Meister an der Teilnahme berechtigt und auf Grund des Erfolges der österreichischen Mannschaft in späteren Auflagen auch der Vizemeister. War der ÖFB-Cupsieger auch Meister geworden, so fiel das Teilnahmerecht dem Vizemeister zu. Dies war 1928, 1932 und 1934 der Fall, was zu dem kuriosen Umstand führte, dass die jeweiligen Fans des Vizemeisters den Meister im ÖFB-Cupfinale tatkräftig unterstützten.
Österreichische Vereine, die sich über den Cup für den Mitropapokal qualifizierten, waren in weiterer Folge sehr erfolgreich. Vier Mal erreichten sie das Finale, zwei Mal gewannen sie den Titel. Österreichische Vereine, die sich über die Meisterschaft qualifiziert hatten, erreichten im Gegenzug ebenso vier Mal das Endspiel und brachten es gleichfalls zu zwei Titelgewinnen. 1931 kam es sogar zum Duell zwischen dem österreichischen Meister und Cupsieger im Endspiel des Mitropapokals, das zu Gunsten des Meisters Vienna ging. Die folgende Liste gibt einen Überblick über die Finalteilnahmen der ÖFB-Cupsieger im Mitropapokal:

### Europäische Finalteilnahmen
| Europacup der Cupsieger Finalspiele mit österreichischer Beteiligung | Europacup der Cupsieger Finalspiele mit österreichischer Beteiligung | Europacup der Cupsieger Finalspiele mit österreichischer Beteiligung |
| Jahr                                                                 | Finalpaarung                                                         | Ergebnis                                                             |
| -------------------------------------------------------------------- | -------------------------------------------------------------------- | -------------------------------------------------------------------- |
| 1977/1978                                                            | RSC Anderlecht – FK Austria Wien                                     | 4:0                                                                  |
|                                                                      |                                                                      |                                                                      |
| 1984/1985                                                            | FC Everton – SK Rapid Wien                                           | 3:1                                                                  |
|                                                                      |                                                                      |                                                                      |
| 1995/1996                                                            | Paris Saint-Germain – SK Rapid Wien                                  | 1:0                                                                  |

Ab 1960 qualifizierte sich der Gewinner des ÖFB-Cups für den zur Saison 1960/61 eingeführten Europacup der Cupsieger. Konnte sich der nationale Cupsieger für den Europapokal der Landesmeister oder die diesen Wettbewerb ab 1991 ablösende UEFA Champions League qualifizieren, nahm der unterlegene Cupfinalist den Platz im Europacup der Cupsieger ein. Dies war in den Saisonen 1963, 1964, 1966, 1967, 1969, 1974, 1976, 1981, 1984, 1987, 1988, 1990 und 1993 der Fall, kam also recht häufig vor. Insgesamt drei Mal erreichten Österreichische Klubs das Endspiel im Europacup der Cupsieger:
Seit der Abschaffung des Pokalsieger-Wettbewerbs auf europäischer Ebene nach der Saison 1998/99 darf der Sieger des ÖFB-Cups in der folgenden Saison im UEFA-Cup (seit der Saison 2008/2009 UEFA Europa League) antreten. Wenn der Sieger sich über die Bundesliga für die Champions League qualifiziert hat oder an der Champions-League-Qualifikation teilnimmt, ging das Recht der Teilnahme an der UEFA Europa League bis 2015 automatisch auf den Verlierer des Endspiels über. Seit 2015 erhält nicht mehr der Verlierer des CUP-Endspiels das Recht zur Teilnahme an der UEFA Europa League, sondern der höchste nicht bereits für die UEFA Europa League qualifizierte Verein der Bundesliga.

## Der Cup

### Bezeichnung (Sponsor)

Logo von 2009 bis 2010

Der ÖFB-Cup wurde lange Zeit ohne eigene Bezeichnung ausgetragen. So bürgerte sich die Nennung nach dem Verband, dem ÖFB, ein. Seit 1989 wird der Cup vermarktet und nach dem jeweils aktuellen Hauptsponsor benannt. Nachdem zuvor die österreichische Tabakregie (Memphis), der französische Computerhersteller Bull, der Süßwarenproduzent Masterfood (Snickers), die Meda Pharma (Magnofit) und die Stieglbrauerei zu Salzburg als Sponsoren in Erscheinung traten, war es von 2011 bis 2017 der Elektronik-Konzern Samsung, der dem Bewerb seinen Namen gab. Seit der Saison 2017/18 ist Uniqa der Namenssponsor. Aufgrund der wechselnden Bezeichnungen werden diese jedoch ausschließlich in Medienberichten und kaum vom Fußball-Publikum verwendet.

### Spielmodus
Alle Spiele im ÖFB-Cup werden über eine reguläre Spielzeit von 2 × 45 Minuten ausgetragen. Der Sieger eines Spiels zieht in die nächste Runde ein. Steht es nach der regulären Spielzeit unentschieden, wird das Spiel um 2 × 15 Minuten verlängert. Steht es auch nach der Verlängerung noch remis, wird der Sieger seit der Saison 1971/72 in einem Elfmeterschießen ermittelt.
Vor 1971 wurde nach einem Unentschieden nach Verlängerung ein Wiederholungsspiel angesetzt, bei dem sich das Heimrecht umdrehte. Endspiele waren von dieser Regelung ausgenommen, hier entschied notfalls das Los, welches auch tatsächlich in der Saison 1966/67 zur Siegerermittlung herangezogen wurde. Wiederholungsspiele, die unentschieden endeten, wurden ebenso seit 1959 per Losentscheid entschieden, eine Regelung, die zweimal (Viertelfinale 1965 und Halbfinale 1970) hergezogen werden musste. Hiermit sollten „doppelte Wiederholungsspiele“ verhindert werden, die in den Vorjahren vereinzelt stattgefunden hatten.
Es gab 1974/75 die Regelung, ab dem Viertelfinale Hin- und Rückspiele auszutragen, doch laut den Beschlüssen der ÖFB-Vorstandssitzung am 18. Juli 1975 sollte ab 1975/76 nur das Finale derart gespielt werden (außerdem gab es den Beschluss, dass es für ein Elfmeterschießen ein Tormann eingewechselt werden durfte, falls bis zu diesem Zeitpunkt nur ein Austausch erfolgt ist). Es wurde noch ein Fehler in der Auslegung des Reglements entdeckt, denn dieses hätte schon 1974/75 angewendet werden sollen.

### Teilnehmer und Auslosung
Die Teilnahme am ÖFB-Cup ist verpflichtend, in der Saison 2006/07 galt diese Verpflichtung für die Mitglieder des Vereins Österreichische Fußball-Bundesliga (22) sowie die bestplatzierten Klubs aus den neun Landesverbänden. Die Anzahl der Vereine pro Landesverband ist allerdings unterschiedlich:
- 15 Niederösterreich
- 13 Oberösterreich
- 13 Steiermark
- 9 Wien
- 7 Burgenland
- 7 Kärnten
- 6 Salzburg
- 6 Tirol
- 4 Vorarlberg

Flugblatt zum zweiten Cupfinale 1920

Die Teilnehmer der Landesverbände bestreiten allerdings zuerst eine regionsinterne Vorrunde, die Bundesliga-Vereine steigen direkt in die erste der sechs Hauptrunden ein. Vereine, die an Turnieren der UEFA teilnehmen, steigen erst in der dritten Runde in den laufenden Bewerb ein.
Die Auslosungen für die Spiele erfolgen im Rahmen einer Sitzung des Cup- und Terminkomitees oder auch im Rahmen einer Fernsehsendung, in der das Komitee durch den Vorsitzenden und ein anderes Mitglied vertreten ist. In den ersten beiden Runden werden den Amateurmannschaften aus dem ersten Topf Profimannschaften aus dem zweiten Topf zugelost, wobei stets die Amateure Heimrecht haben. Ab dem Achtelfinale werden die Teams nur noch aus einem Lostopf gezogen, die Bevorzugung der Amateurmannschaften bleibt allerdings aufrecht, ansonsten genießt diesen Vorteil der Erstgezogene.
Die sechste Hauptrunde bildet das Finale, welches zwischen den beiden Semifinalsiegern auf neutralem Ort ausgetragen wird. Bislang wurde 48 Mal Wien als Endspielort ausgewählt, insgesamt sechs verschiedene Wiener Stadien wurden dafür herangezogen. Zudem fand das Finale viermal in Klagenfurt, zwei Mal in Graz, und je ein Mal in Maria Enzersdorf, Wals-Siezenheim und Mattersburg statt. Zu beachten ist, dass es in den Jahren 1965, 1967, 1972 bis 1984 und 1987 bis 1989 kein eigentliches Finale gab, dieses wurde als Hin- und Rückspiel in den Heimstadien der jeweiligen Finalisten ausgetragen.

### Trophäen und Medaillen

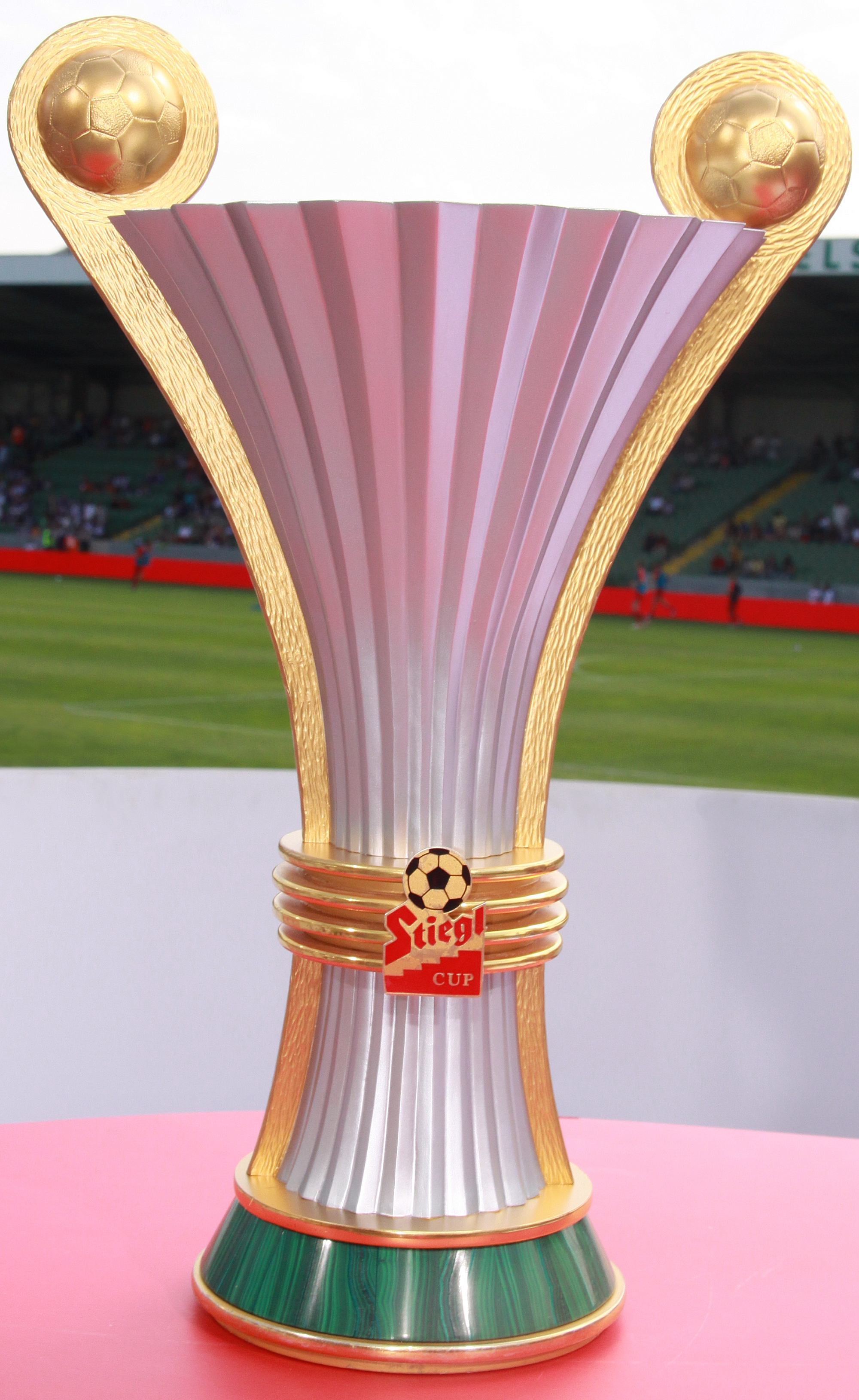
Trophäe des ÖFB-Cups von 2004 bis 2008

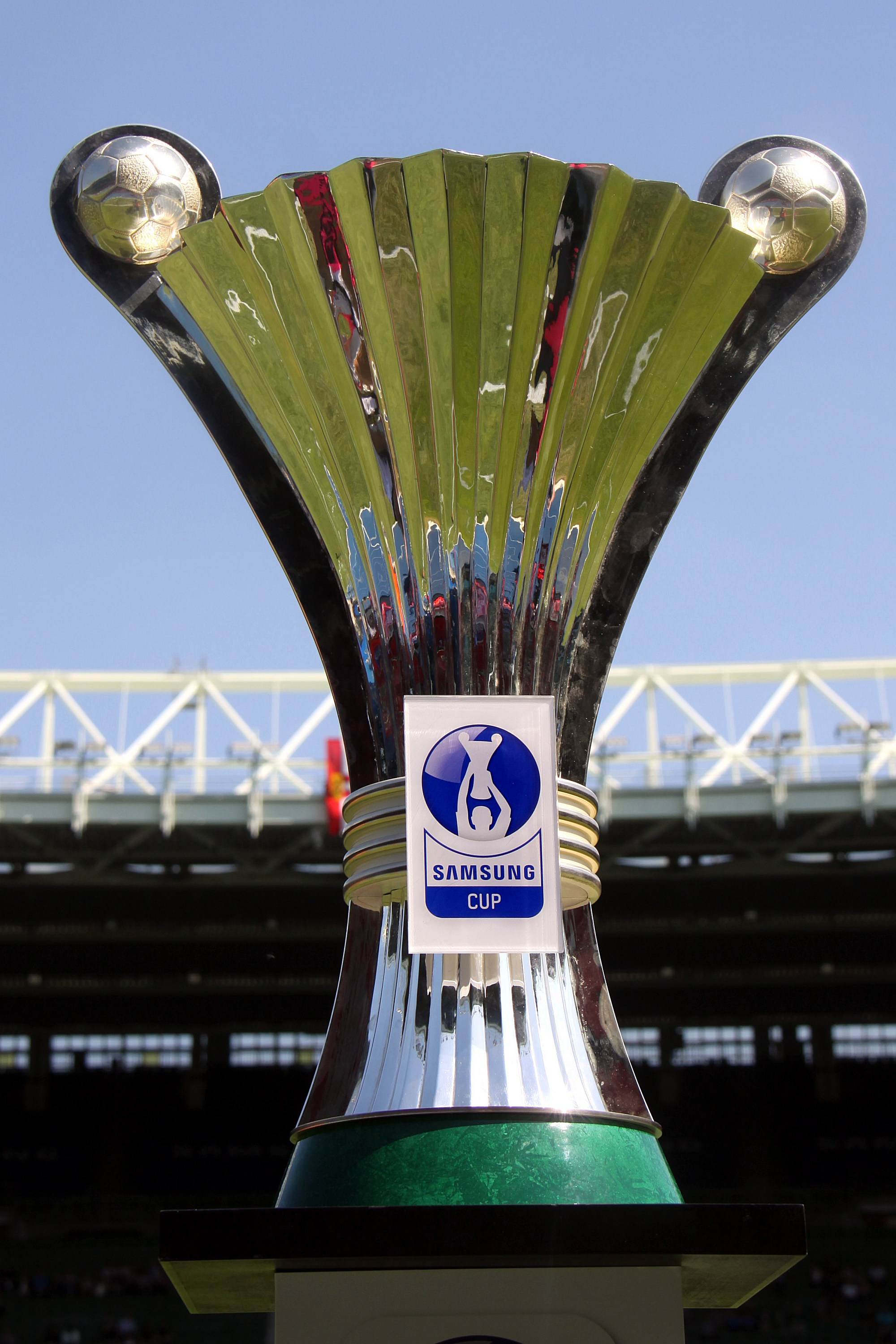
Trophäe des ÖFB-Cups von 2009 bis 2018

Im erstmals 1919 ausgespielten Cupfinale wurde dem Sieger vom ÖFV-Präsidenten Ignaz Abeles erstmals die Siegertrophäe, die damals als „großer, schön gearbeiter Silberpokal“ beschrieben wurde, überreicht. Der filigran und reich verzierte Silberpokal, auch liebevoll Häferl genannt, wurde bald zum Aushängeschild des Cups und 1925 erstmals von Bundespräsident Michael Hainisch der siegreichen Elf der Amateure übergeben. 1986 wurde der historische Silberpokal durch einen vielfach größeren, wuchtigen Goldpokal in rechteckiger Form ersetzt. Er maß über 60 cm und wog 17 kg. Die neue Trophäe erstmals in Empfang nehmen durfte die Wiener Austria, es folgten 16 weitere Sieger, bis der ÖFB wiederum eine neue Trophäe präsentierte, die von 2004 bis 2008 vergeben wurde. Der neue, schlichtere Pokal wurde von Silvio Gazzaniga, Schöpfer des WM-Pokals, entworfen. Ab 2009 wurde eine neue, deutlich größere – nun 70 cm große und 16,45 Kilogramm schwere – Version des 2004er Pokals vergeben.

#### Pokal seit 2019

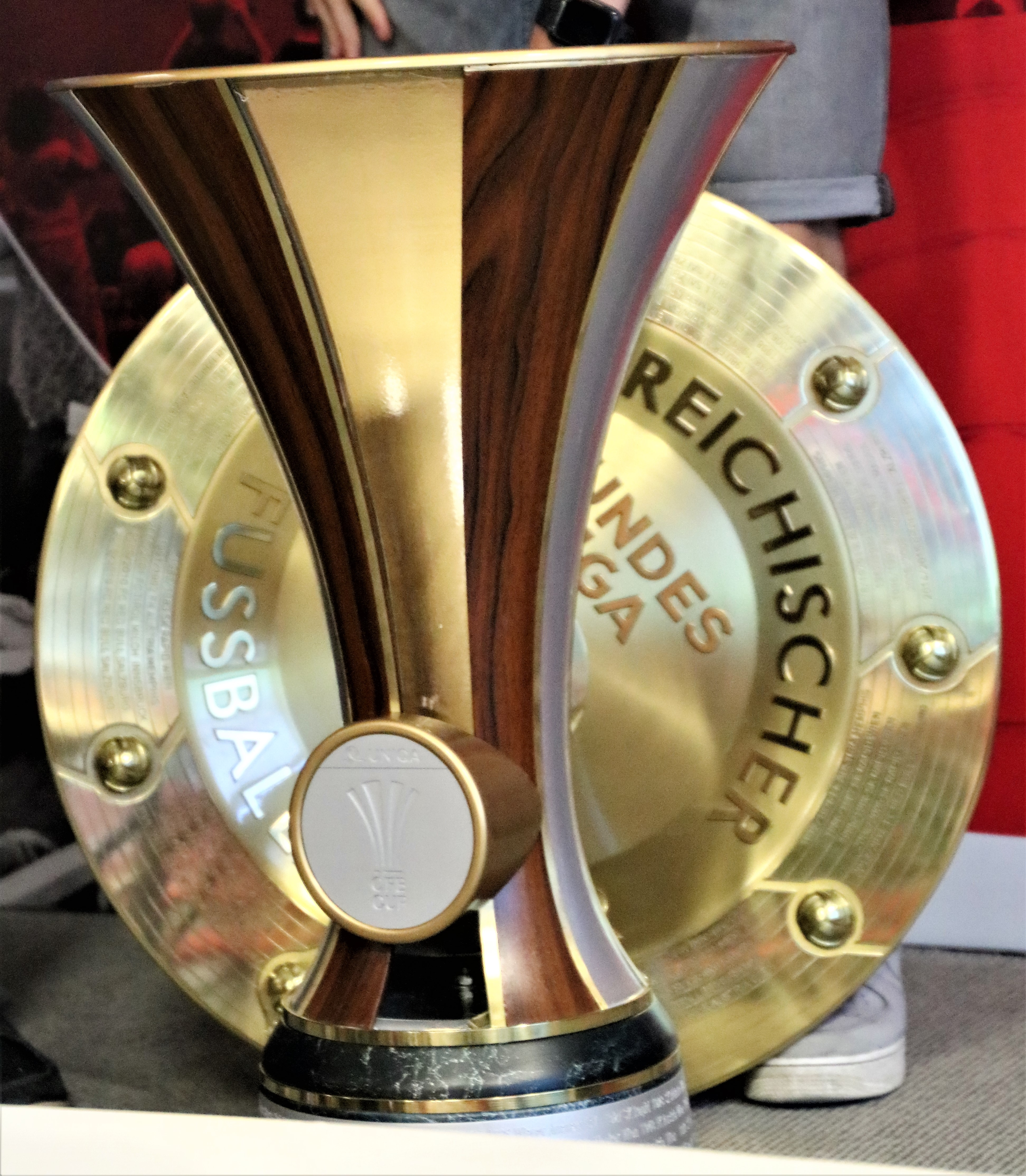
Trophäe des ÖFB-Cups seit 2019 (dahinter: der Meisterteller der österreichischen Bundesliga)

Anlässlich der Jubiläumssaison zum 100-jährigen Bestehen des ÖFB-Cups wurde abermals eine neue Trophäe eingeführt. Der nunmehrige „Pokal wurde in Österreich gestaltet und von heimischen Betrieben und Handwerkern aus österreichischen Produkten gefertigt“, wie der ÖFB auf seiner Homepage angibt. Der seit 2019 vergebene Pokal besteht aus 38 Bauteilen aus vier Materialien (Metall, Stein, Glas und Holz), an denen neun verschiedene Produzenten mitwirkten. Die neun Produzenten und Handwerker sind die kerschbaumer trophies & more OG aus Wiener Neustadt (Projektleitung / Lieferant), das Unternehmen Design&Function aus Wien (Technische Leitung und Fertigung), die Sublab Werbeagentur aus Wiener Neustadt (Design & Grafik), die F/List GmbH aus Thomasberg (Holzarbeiten), das Seidl Metalldrückerei und Metalldesign e.U. des Metalldrückers und Gürtlers Wilhelm Seidl aus Wien (Druckteile), die Steinwerkstätte Kiermayr aus Wien (Stein), die Ernst Wittner GmbH (Werkzeugbau) aus Wien (Metallteil & Gravur), der Glaskünstler und Schmelzglastechnik-Pionier Rudolf „Rudi“ Gritsch aus Kramsach (Glasteil) und die Kudrna Chromdesign Ges.m.b.H. aus Wien (Galvanik). Der Projektleiter gab 2019 an, dass Grafik und Design aus der Feder des Wiener Neustädter Unternehmens Kings and Cake mit Ausnahmegrafiker Ulrich Enge stammen soll. Die Maße der Trophäe: 70 cm Höhe, 43 cm Durchmesser, 12 kg Gewicht. Das Element Holz, das in der Pokalwelt nicht wirklich typisch ist und in den Sockel des Pokals integriert ist, ist Walnussholz. Der verwendete Stein, der sich ebenfalls im Sockel des Pokals findet, ist der aus Österreich stammende Naturstein Pannonia Grün, ein grüner Chloritschiefer aus dem Burgenland.
Die Trophäe ist ein Wanderpokal, der dem Siegerverein nach dessen Finalsieg zu Präsentationszwecken für die Dauer von vier Wochen vom ÖFB geliehen wird. Diese muss vom Siegerverein binnen vier Wochen nach Erhalt wieder unaufgefordert an den ÖFB retourniert werden. Eine Erinnerungsplakette, die der siegreiche Verein ebenfalls vom ÖFB verliehen bekommt, verbleibt beim Verein.

#### Medaillen

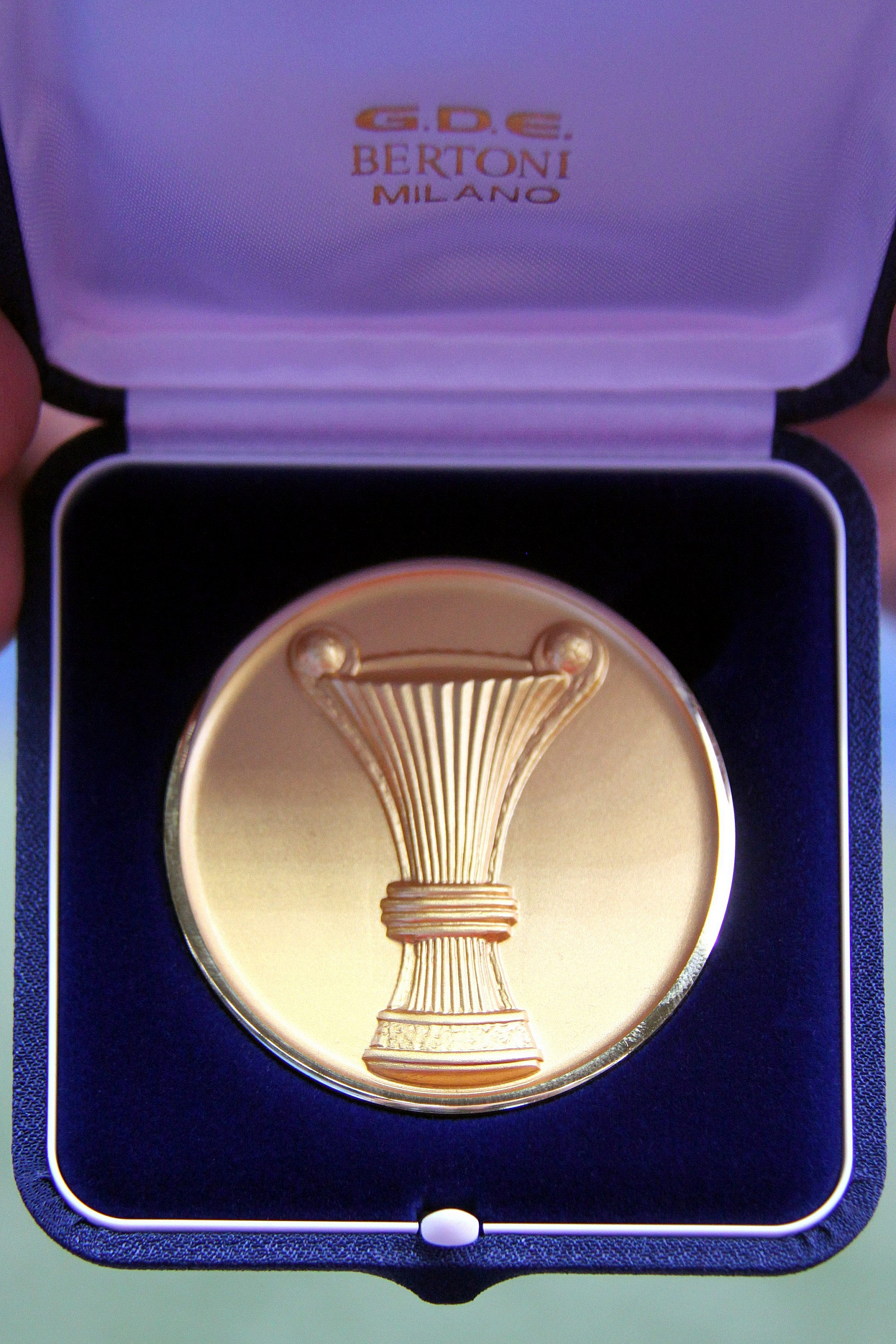
Medaille anlässlich des ÖFB-Cups 2011/12; bis etwa 2018 von GDE Bertoni

Neben der Übergabe der Siegertrophäe erfolgt bei Finalspielen auch die traditionelle Ehrung der Spieler beider Mannschaften durch die Übergabe der Medaillen. Zurzeit (Stand: 2022) ist in den Durchführungsbestimmungen des ÖFB festgelegt, dass pro Verein 50 Medaillen mit der Aufschrift „Sieger“, beziehungsweise mit der Aufschrift „Finalist“, zur Verfügung stehen. Die Cupmedaillen werden seit 1919 in fast unveränderter Form – anfangs wurden noch die Namen jedes Spielers eingraviert – ausgegeben und sind den österreichischen Meisterschaftsmedaillen nachempfunden. Die Medaillen stammten jahrelang aus der milanesischen Manufaktur GDE Bertoni, die unter anderem 1971 den FIFA-WM-Pokal entwarf und für zahlreiche andere namhafte Fußballtrophäen verantwortlich ist. Seit etwa 2019 werden Medaillen in einem neuen Design von der kerschbaumer trophies & more OG, die seit diesem Jahr auch als Projektleitung und Lieferant des Pokals in Erscheinung tritt, herausgebracht.

## Statistik

### Die Titelträger im ÖFB-Cup

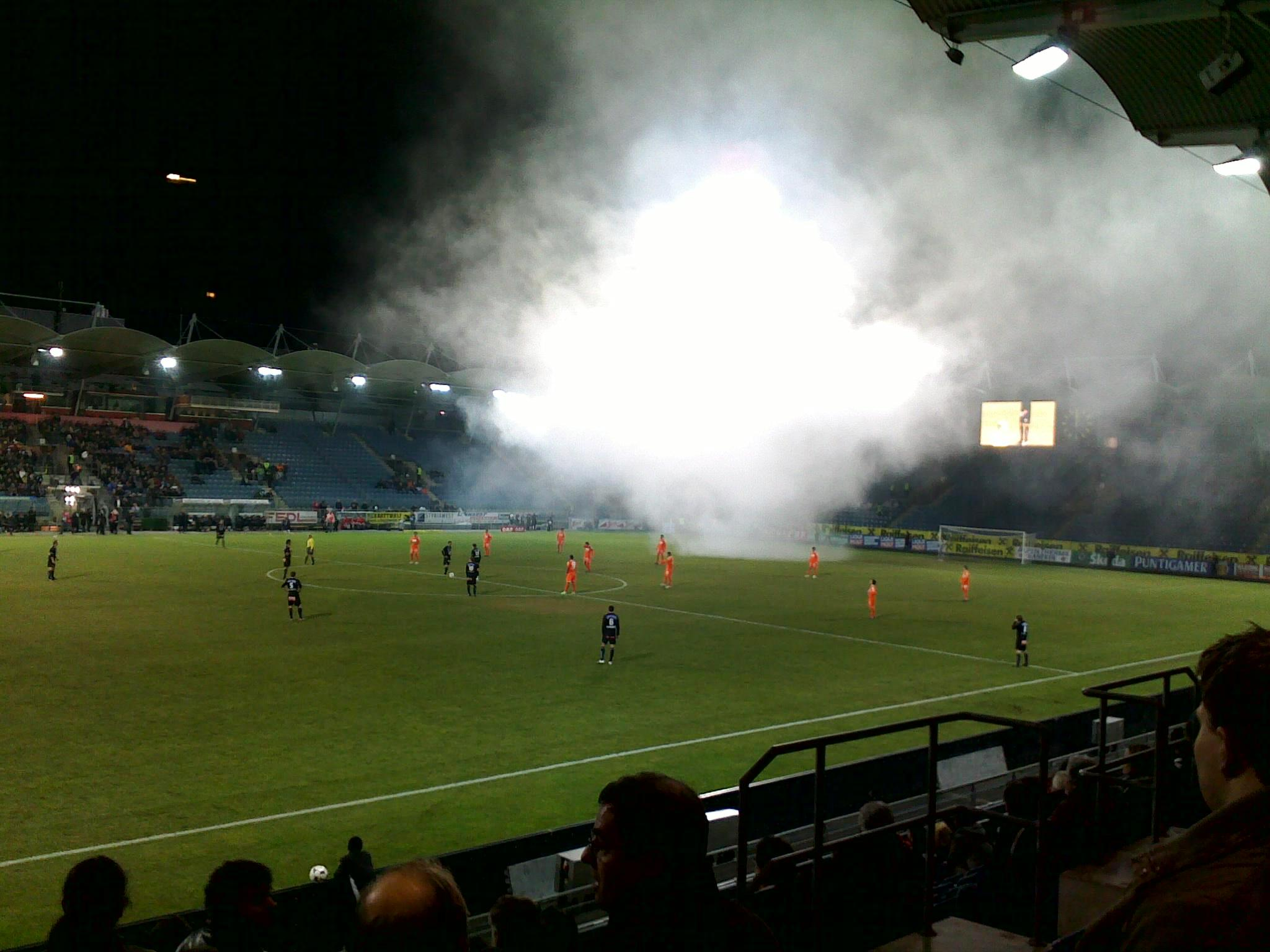
Viertelfinalspiel zwischen Sturm Graz und Austria Wien in der UPC-Arena (März 2009)

In der Geschichte des österreichischen Cups errangen 19 verschiedene Vereine den Titel. Erfolgreichster Verein ist der FK Austria Wien mit 27 Cupsiegen, gefolgt vom SK Rapid Wien mit 14 gewonnenen Titeln.
| Rang | Verein | Gesamt | Gesamt ÖFV + ÖFB | NFV       | ÖFV       | ÖFB       | Tschammer-Pokal | ÖFB     | ÖFB                   |
| ---- | --- | ------ | ---------------- | --------- | --------- | --------- | --------------- | ------- | --------------------- |
|      | |        |                  | 1897–1911 | 1918–1924 | 1924–1938 | 1938–1945       | ab 1945 | Bundesliga ab 1974/75 |
| 1    | FK Austria Wien | 27     | 27               |           | 1         | 6         | –               | 20      | 12                    |
|      | als Wiener Amateur-SV | 4      | 4                |           | 1         | 3         | –               | –       | -                     |
|      | ÖFV: 1920/21, ÖFB: 1923/24, 1925, 1925/26 |        |                  |           |           |           |                 |         |                       |
|      | als FK Austria Wien | 23     | 23               |           | –         | 3         | –               | 20      | 12                    |
|      | ÖFB: 1932/33, 1934/35, 1935/36, 1947/48, 1948/49, 1959/60, 1961/62, 1962/63, 1966/67, 1970/71, 1973/74, 1976/77, 1979/80, 1981/82, 1985/86, 1989/90, 1991/92, 1993/94, 2002/03, 2004/05, 2005/06, 2006/07, 2008/09 |        |                  |           |           |           |                 |         |                       |
| 2    | SK Rapid Wien | 15     | 14               |           | 2         | 1         | 1               | 11      | 6                     |
|      | ÖFV: 1918/19, 1919/20, ÖFB: 1926/27, Tschammerpokal: 1938, ÖFB: 1945/46, 1960/61, 1967/68, 1968/69, 1971/72, 1975/76, 1982/83, 1983/84, 1984/85, 1986/87, 1994/95                                                  |        |                  |           |           |           |                 |         |                       |
| 3    | FC Red Bull Salzburg | 9      | 9                |           | –         | –         | –               | 9       | 9                     |
|      | ÖFB: 2011/12, 2013/14, 2014/15, 2015/16, 2016/17, 2018/19, 2019/20, 2020/21, 2021/22 |        |                  |           |           |           |                 |         |                       |
| 4    | FC Wacker Innsbruck | 7      | 7                |           | –         | –         | –               | 7       | 5                     |
|      | als FC Wacker Innsbruck | 6      | 6                |           | –         | –         | –               | 6       | 4                     |
|      | ÖFB: 1969/70, 1972/73, 1974/75, 1977/78, 1978/79, 1992/93 |        |                  |           |           |           |                 |         |                       |
|      | als FC Tirol | 1      | 1                |           | –         | –         | –               | 1       | 1                     |
|      | ÖFB: 1988/89 |        |                  |           |           |           |                 |         |                       |
|      | SK Sturm Graz | 7      | 7                |           | –         | –         | –               | 7       | 7                     |
|      | ÖFB: 1995/96, 1996/97, 1998/99, 2009/10, 2017/18, 2022/23, 2023/24 |        |                  |           |           |           |                 |         |                       |
| 6    | FC Admira Wacker Mödling | 6      | 6                |           | –         | 3         | –               | 3       | -                     |
|      | als SK Admira Wien | 5      | 5                |           | –         | 3         | –               | 2       | -                     |
|      | ÖFB: 1927/28, 1931/32, 1933/34, 1963/64, 1965/66 |        |                  |           |           |           |                 |         |                       |
|      | als SC Wacker Wien | 1      | 1                |           | –         | –         | –               | 1       | -                     |
|      | ÖFB: 1946/47 |        |                  |           |           |           |                 |         |                       |
| 7    | Grazer AK | 4      | 4                |           | –         | –         | –               | 4       | 4                     |
|      | ÖFB: 1980/81, 1999/2000, 2001/02, 2003/04 |        |                  |           |           |           |                 |         |                       |
|      | First Vienna FC 1894 | 4      | 3                |           | –         | 3         | 1               | –       | -                     |
|      | ÖFB: 1928/29, 1929/30, 1936/37, Tschammerpokal: 1943 |        |                  |           |           |           |                 |         |                       |
| 9    | Wiener AC | 3      | 3                |           | –         | 2         | –               | 1       | -                     |
|      | als Wiener AC | 2      | 2                |           | –         | 1         | –               | 1       | -                     |
|      | ÖFB: 1930/31, 1958/59 |        |                  |           |           |           |                 |         |                       |
|      | als Schwarz-Rot Wien | 1      | 1                |           | –         | 1         | –               | –       | -                     |
|      | ÖFB: 1937/38 |        |                  |           |           |           |                 |         |                       |
| 10   | SV Ried | 2      | 2                |           | –         | –         | –               | 2       | 2                     |
|      | ÖFB: 1997/98, 2010/11 |        |                  |           |           |           |                 |         |                       |
| 11   | Wolfsberger AC | 1      | 1                |           | –         | –         | –               | 1       | 1                     |
|      | ÖFB: 2024/25 |        |                  |           |           |           |                 |         |                       |
|      | FC Pasching | 1      | 1                |           | –         | –         | –               | 1       | 1                     |
|      | ÖFB: 2012/13 |        |                  |           |           |           |                 |         |                       |
|      | FC Kärnten | 1      | 1                |           | –         | –         | –               | 1       | 1                     |
|      | ÖFB: 2000/01 |        |                  |           |           |           |                 |         |                       |
|      | SV Stockerau | 1      | 1                |           | –         | –         | –               | 1       | 1                     |
|      | ÖFB: 1990/91 |        |                  |           |           |           |                 |         |                       |
|      | Kremser SC | 1      | 1                |           | –         | –         | –               | 1       | 1                     |
|      | ÖFB: 1987/88 |        |                  |           |           |           |                 |         |                       |
|      | LASK Linz | 1      | 1                |           | –         | –         | –               | 1       | -                     |
|      | ÖFB: 1964/65 |        |                  |           |           |           |                 |         |                       |
|      | Wiener Sport-Club | 1      | 1                |           | 1         | –         | –               | –       | -                     |
|      | ÖFV: 1922/23 |        |                  |           |           |           |                 |         |                       |
|      | Wiener AF | 1      | 1                |           | 1         | –         | –               | –       | -                     |
|      | ÖFV: 1921/22 |        |                  |           |           |           |                 |         |                       |

1. 1 2  Der Tschammerpokal, Vorgänger vom DFB-Pokal, zählt nicht zum ÖFB-Cup.
2. ↑  Der Challenge-Cup wurde zwischen 1897 und 1911 vom Niederösterreichischen Fußballverband (NFV) bzw. Wiener Fußballverband (WFV) ausgerichtet.

### Das Double und Cup-Serien
| Double-Gewinner | Double-Gewinner | Double-Gewinner              |
| Saison          | Erfolg Nr.      | Verein                       |
| --------------- | --------------- | ---------------------------- |
| 1900/01         | 1.              | Wiener AC                    |
| 1902/03         | 2.              | Wiener AC                    |
| 1908/09         | 1.              | Ferencvárosi TC              |
| 1918/19         | 1.              | SK Rapid Wien                |
| 1919/20         | 2.              | SK Rapid Wien                |
| 1923/24         | 1.              | Wiener Amateur-SV            |
| 1925/26         | 2.              | Wiener Amateur-SV            |
| 1927/28         | 1.              | SK Admira Wien               |
| 1931/32         | 2.              | SK Admira Wien               |
| 1933/34         | 3.              | SK Admira Wien               |
| 1945/46         | 3.              | SK Rapid Wien                |
| 1946/47         | 4.              | SC Wacker Wien               |
| 1948/49         | 3.              | FK Austria Wien              |
| 1961/62         | 4.              | FK Austria Wien              |
| 1962/63         | 5.              | FK Austria Wien              |
| 1964/65         | 1.              | Linzer ASK                   |
| 1965/66         | 5.              | SK Admira Wien               |
| 1967/68         | 4.              | SK Rapid Wien                |
| 1972/73         | 1.              | SpG Wattens-Wacker Innsbruck |
| 1974/75         | 2.              | SpG Wattens-Wacker Innsbruck |
| 1979/80         | 6.              | FK Austria Wien              |
| 1982/83         | 5.              | SK Rapid Wien                |
| 1985/86         | 7.              | FK Austria Wien              |
| 1986/87         | 6.              | SK Rapid Wien                |
| 1988/89         | 3.              | FC Tirol                     |
| 1991/92         | 8.              | FK Austria Wien              |
| 1998/99         | 1.              | SK Sturm Graz                |
| 2002/03         | 9.              | FK Austria Wien              |
| 2003/04         | 1.              | Grazer AK                    |
| 2005/06         | 10.             | FK Austria Wien              |
| 2011/12         | 1.              | FC Red Bull Salzburg         |
| 2013/14         | 2.              | FC Red Bull Salzburg         |
| 2014/15         | 3.              | FC Red Bull Salzburg         |
| 2015/16         | 4.              | FC Red Bull Salzburg         |
| 2016/17         | 5.              | FC Red Bull Salzburg         |
| 2018/19         | 6.              | FC Red Bull Salzburg         |
| 2019/20         | 7.              | FC Red Bull Salzburg         |
| 2020/21         | 8.              | FC Red Bull Salzburg         |
| 2021/22         | 9.              | FC Red Bull Salzburg         |
| 2023/24         | 2.              | SK Sturm Graz                |

In Österreich haben acht Mannschaften den Cup als Teil des Doubles aus Cupsieg und Meisterschaft gewonnen. Hierzu sei angemerkt, dass zu Zeiten des Kaiserreichs auch das Double mit dem österreich-ungarischen Cup, dem Challenge-Cup, möglich war, was auch dem Wiener AC und Ferencváros Budapest gelang. Das Double aus Meisterschaft und ÖFB-Cup gewannen weiters der FK Austria Wien zehn Mal, der FC Red Bull Salzburg neun Mal, der SK Rapid Wien sechs Mal, der FC Admira Wacker fünf Mal (vier Mal als SK Admira Wien, einmal als SC Wacker Wien), drei Mal der FC Wacker Innsbruck (zwei Mal als FC Wacker Innsbruck (1915), einmal als FC Swarovski Tirol), zwei Mal der SK Sturm Graz sowie der Grazer AK und LASK Linz je ein Mal.
Dreimal in Folge im Cup konnten der Wiener Amateur-SV/FK Austria Wien von 1924 bis 1926 und der SK Rapid Wien von 1983 bis 1985 reüssieren. 1927 und 1986 hatten die Teams bereits die Chance auf den vierten Titel en suite, scheiterten kurioserweise jedoch beide am jeweils anderen im Finale.
Den Cup-Bewerb viermal hintereinander zu gewinnen schafften erstmals der FK Austria Wien von 2005 bis 2009; (die Cup-Austragung 2007/08 war ein reiner Amateurbewerb und wird vom ÖFB in der Statistik nicht gezählt) und der FC Red Bull Salzburg in den Jahren 2014 bis 2017 sowie 2019 bis 2022. Diese beiden Erfolgsserien sind auch gleichzeitig die ersten und einzigen Quadruple-Doubles der österreichischen Fußballhistorie. Die eigene verbesserte Bestmarke von konkurrenzlosen sieben Doubleerfolgen in einem Jahrzehnt (2012, 2014–2017, 2019, 2020), neun Doubles in ununterbrochener Reihenfolge und neun Finalteilnahmen in Serie (2014–2022) zeugen seither von der absoluten Dominanz der Salzburger im österreichischen Klubfußball.
Als unglücklichster ÖFB-Cupfinalist wird oft der Wiener Sport-Club genannt, der wohl 1923 den Titel gewann, aber gleich sieben Mal im Endspiel unterlag. Dem gegenüber steht die Wiener Admira mit fünf Finalteilnahmen und ebenso vielen Titeln. Der Nachfolgeverein FC Admira Wacker scheiterte jedoch bei sechs Finalteilnahmen ebenso oft.

### Die Titelträger im Challenge-Cup
- 3 × Wiener AC: 1900/01, 1902/03, 1903/04
- 2 × Vienna Cricket and Football-Club: 1897/98, 1901/02
- 2 × First Vienna FC 1894: 1898/99, 1899/1900
- 1 × Wiener Sportvereinigung: 1904/05
- 1 × Ferencvárosi TC: 1908/09
- 1 × Wiener Sport-Club: 1910/11

## Cupendspiele
Ein Überblick über alle ÖFB-Cupendspiele findet sich unter:
- Liste der ÖFB-Cupendspiele